# バイロン・キング＝ノエル (第12代ウェントワース男爵)
第12代ウェントワース男爵バイロン・キング＝ノエル（英語: Byron King-Noel, 12th Baron Wentworth、出生名バイロン・キング（Byron King）、1836年5月12日 – 1862年9月1日）は、イングランド貴族。1838年から1862年までオッカム子爵の儀礼称号を使用した。

## 生涯
第8代キング男爵ウィリアム・キング（1805年 – 1893年、1838年にラブレス伯爵に叙爵）とエイダ・ラブレス（1815年12月10日 – 1852年11月27日、第6代バイロン男爵ジョージ・ゴードン・バイロンと第11代ウェントワース女男爵アン・バイロンの娘）の長男として、1836年5月12日にセント・ジェームズ・スクエアで生まれ、6月25日にオッカムで洗礼を受けた。
一時期イギリス海軍に従軍した。
1860年5月26日に母方の祖母が死去すると、ウェントワース男爵位を継承、同年9月29日にヴィクトリア女王の認可状を受けて祖母の旧姓「ノエル」を姓に加えた。
生涯未婚のまま1862年9月1日にウィンブルドン・ヒルで死去、弟ラルフ・ゴードン・ノエルが爵位を継承した。父に先立って死去したため、ラブレス伯爵位を継承することはなかった。